# 東菅野
東菅野（ひがしすがの）は、千葉県市川市にある地名。現行行政地名は東菅野一丁目から五丁目。郵便番号は272-0823。

## 地理

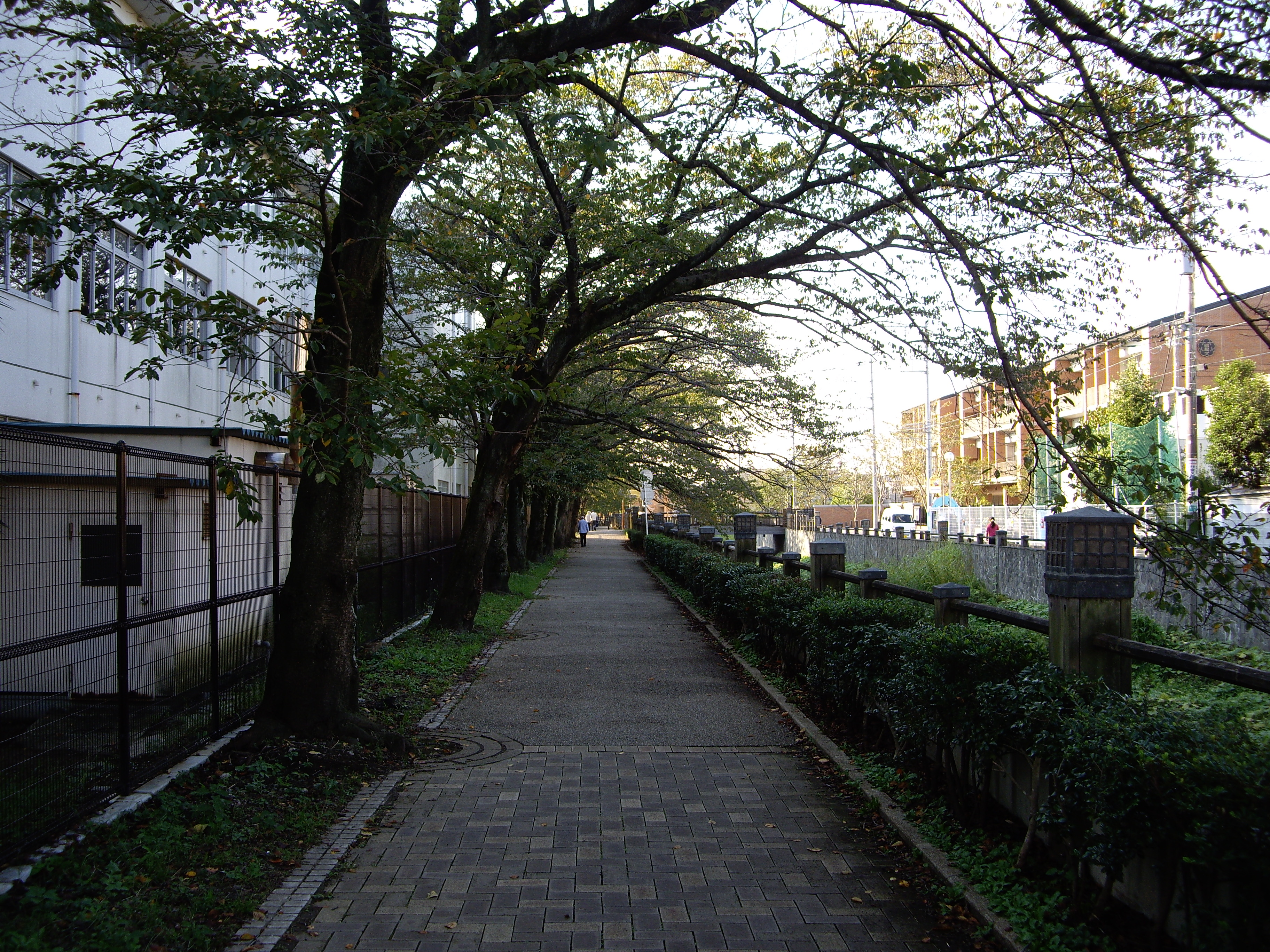
東菅野二丁目

市川市北部に位置する。地域内は市川・新田・真間・平田・菅野と続く松の生い茂る住宅街となっており、1丁目〜3丁目にかけては現在も多くの邸宅が残る高級住宅街となっている。地域の東部に大柏川、中央部に真間川が流れる。
東は本北方・北方町、西は菅野、南は八幡、北は宮久保と接している。

### 地価
住宅地の地価は、2014年（平成26年）1月1日の公示地価によれば、東菅野3-17-14の地点で26万6000円/m2となっている。

## 歴史
菅野、八幡と共に小説家永井荷風が生前居住した地の一つであり、永井荷風の作品｢断腸亭日乗｣｢葛飾土産｣や、菅野在住であった幸田文の作品｢すがの｣等に当地が見られる。その他、元日銀理事であり、経済評論家、永井荷風研究家の吉野俊彦が晩年まで居住していた。

### 沿革
- 1967年（昭和42年）2月1日　住居表示施行。菅野町の東部、八幡町の北部を新町域として丁目を再編し、市川市東菅野一丁目 - 五丁目となる。

### 地名の由来
旧菅野町の東部であることから。｢菅野｣の由来は、かつて、北半分が菅が密生する広い湿原、南半分は砂質で｢スカ｣や｢スガ｣と呼ばれていたことから。
　

## 町名の変遷
| 実施後       | 実施年月日     | 実施前（各町名ともその一部） |
| ------------ | -------------- | ---------------------------- |
| 東菅野一丁目 | 昭和42年2月1日 | 菅野町                       |
| 東菅野二丁目 | 昭和42年2月1日 | 菅野町                       |
| 東菅野三丁目 | 昭和42年2月1日 | 菅野町                       |
| 東菅野四丁目 | 昭和42年2月1日 | 菅野町、八幡町               |
| 東菅野五丁目 | 昭和42年2月1日 | 八幡町                       |

## 世帯数と人口
2017年（平成29年）9月30日現在の世帯数と人口は以下の通りである。
| 丁目         | 世帯数    | 人口     |
| ------------ | --------- | -------- |
| 東菅野一丁目 | 1,187世帯 | 2,499人  |
| 東菅野二丁目 | 869世帯   | 1,942人  |
| 東菅野三丁目 | 1,249世帯 | 2,790人  |
| 東菅野四丁目 | 1,054世帯 | 2,484人  |
| 東菅野五丁目 | 268世帯   | 661人    |
| 計           | 4,627世帯 | 10,376人 |

## 小・中学校の学区
市立小・中学校に通う場合、学区は以下の通りとなる。
| 丁目         | 番地   | 小学校               | 中学校               |
| ------------ | ------ | -------------------- | -------------------- |
| 東菅野一丁目 | 25～33 | 市川市立冨貴島小学校 | 市川市立第三中学校   |
| 東菅野一丁目 | 1～24  | 市川市立八幡小学校   | 市川市立第三中学校   |
| 東菅野二丁目 | 1～12  | 市川市立八幡小学校   | 市川市立第三中学校   |
| 東菅野二丁目 | 13～23 | 市川市立百合台小学校 | 市川市立第三中学校   |
| 東菅野三丁目 | 1～2   | 市川市立八幡小学校   | 市川市立第三中学校   |
| 東菅野三丁目 | 3～32  | 市川市立冨貴島小学校 | 市川市立第三中学校   |
| 東菅野四丁目 | 全域   | 市川市立北方小学校   | 市川市立下貝塚中学校 |
| 東菅野五丁目 | 全域   | 市川市立北方小学校   | 市川市立下貝塚中学校 |

## 施設

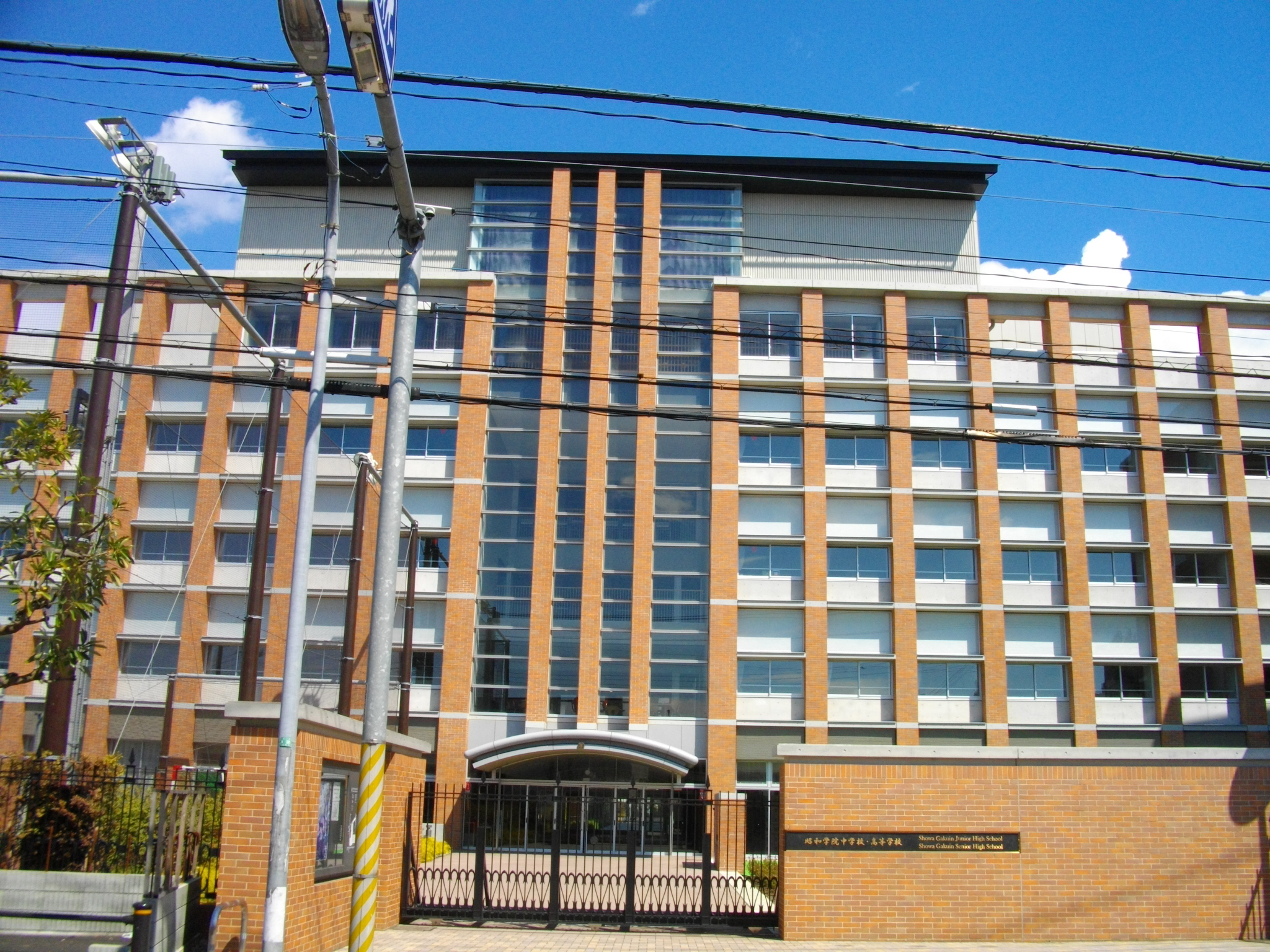
昭和学院中学校・高等学校

- 市川警察署菅野交番
- 市川学園第二幼稚園
- 昭和学院幼稚園
- 昭和学院小学校
- 昭和学院中学校・高等学校
- 昭和学院短期大学
- 東菅野郵便局
- 菅野終末処理場